# Ernesto Grillo
Ernesto Grillo   (Buenos Aires, 1 d'octubre de 1929 - Buenos Aires, 18 de juny de 1998) fou un futbolista argentí de la dècada de 1950.
Fou 21 cops internacional amb la selecció argentina.
Pel que fa a clubs, defensà els colors de CA Independiente, Boca Juniors i AC Milan.
Va jugar com a titular la final de la Copa d'Europa de 1958, que el Milan va perdre per 2-3 contra el Reial Madrid a Heysel, i que suposà la tercera Copa d'Europa consecutiva per als blancs.